# Манси (Илиноис)
Манси (енгл. Muncie) град је у америчкој савезној држави Илиноис.

## Демографија
По попису из 2010. године број становника је 146, што је 9 (-5,8%) становника мање него 2000. године.
| Група             | 2000.        | 2010.       |
| Белци             | 155 (100,0%) | 143 (97,9%) |
| Афроамериканци    | 0 (0,0%)     | 0 (0,0%)    |
| Азијати           | 0 (0,0%)     | 0 (0,0%)    |
| Хиспаноамериканци | 0 (0,0%)     | 2 (1,4%)    |
| Укупно            | 155          | 146         |